# Biskupi warszawsko-prascy
Biskupi warszawsko-prascy – biskupi diecezjalni, biskupi koadiutorzy i biskupi pomocniczy diecezji warszawsko-praskiej.

## Biskupi

### Biskupi diecezjalni
| Lata urzędowania | Biskup | Biskup              | Uwagi                                                            |
| ---------------- | ------ | ------------------- | ---------------------------------------------------------------- |
| 1992–2004        |        | Kazimierz Romaniuk  |                                                                  |
| 2004–2008        |        | Sławoj Leszek Głódź | arcybiskup ad personam, następnie arcybiskup metropolita gdański |
| 2008–2017        |        | Henryk Hoser        | arcybiskup ad personam                                           |
| od 2017          |        | Romuald Kamiński    |                                                                  |

### Biskupi pomocniczy
| Lata urzędowania | Biskup | Biskup                    | Uwagi                                                     |
| ---------------- | ------ | ------------------------- | --------------------------------------------------------- |
| 1992–1997        |        | Zbigniew Józef Kraszewski |                                                           |
| 1992–2011        |        | Stanisław Kędziora        |                                                           |
| 2011–2021        |        | Marek Solarczyk           | następnie biskup diecezjalny radomski                     |
| 2017             |        | Romuald Kamiński          | koadiutor, następnie biskup diecezjalny warszawsko-praski |
| od 2020          |        | Jacek Grzybowski          |                                                           |
| od 2024          |        | Tomasz Sztajerwald        |                                                           |